# Alexandre Luiz Fernandes
Alexandre Luiz Fernandes (São Paulo, 21 januari 1986), ook wel kortweg Alê genoemd, is een Braziliaans voetballer.